# Vogue (magazin)

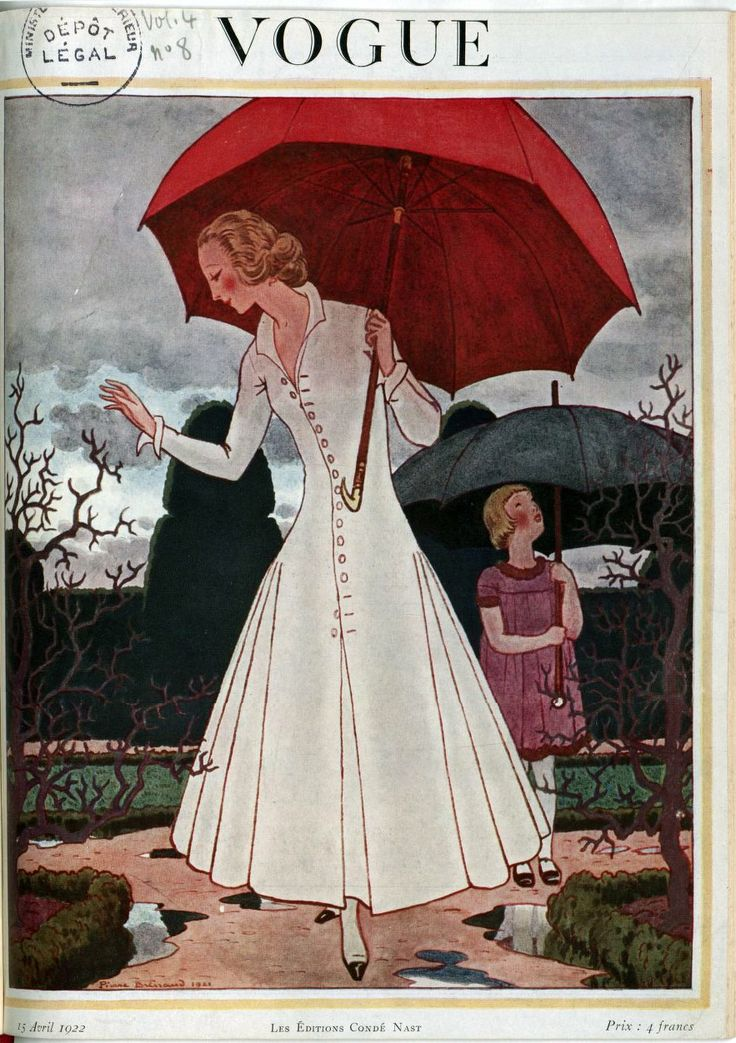
Vogue Címlap 1922-ből

A Vogue huszonegy országban havonta megjelenő divat- és életstílus magazin, melyet a Condé Nast Publications ad ki. Fő témái a divat és a design.

## Stílus és hatás
A Vogue nagyon híres a magas szintű divat- és társadalmi képek bemutatásáról, ezek mellett foglalkozik művészettel, kultúrával, politikával, valamint saját gondolatokkal kapcsolatos cikket is megjelentet. Mindezek mellett sokat segített a modellek hírességgé válásának gondozásában. A Vogue-ot, és persze az egész divat- és szépségipart, amiről ír, rengeteg kritika éri amiatt, hogy hirdeti az egészség rontását az alacsony testsúly támogatása miatt, a társadalmi kapcsolatok minőségét és céljait. Mind ezt egy nemesebb cél érdekében teszik.
A Vogue napjainkban huszonegy országban jelenik meg: Ausztrália, Belgium, Brazília, Kanada, Kína, Franciaország, Németország, Görögország, India, Olaszország, Japán, Korea, Mexikó, Lengyelország, Portugália, Oroszország, Spanyolország, Svájc, Thaiföld, Törökország, az Egyesült Királyság és az USA.

## Történelme

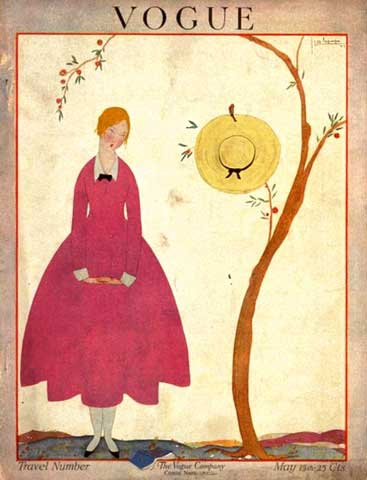
1917 Amerikai Vogue címlap

A lapot 1892-ben Arthur Baldwin Turner alapította az Amerikai Egyesült Államokban. Az új New York-i felső osztályt célozta meg. Férfi olvasói számára bemutatja a felső osztály szokásait, szabadidős tevékenységeit, társadalmi eseményeit, a helyeket amelyeket látogatnak és a ruhákat amelyben járnak.
1905-ben egy évvel az alapító halála előtt a Vogue-ot megvásárolta a Condé Nast és elkezdte növelni a kiadási számot. A magazin már kéthetente jelent meg és 1919-től a tengerentúlon is megjelent, előbb az Egyesült Királyságban, majd 1920-ban Franciaországban. A magazin elkezdett a nőkre koncentrálni.
A Vogue hírneve folyamatosan növekedett: az előfizetők száma a nagy gazdasági világválság és a második világháború idején is emelkedett.
Az 1960-as években, Diana Vreeland főszerkesztősége alatt, a magazin a szexuális forradalom fiataljainak próbált megfelelni, emiatt nagyobb hangsúlyt fektettek az aktuális divatra, valamint az írók és szerkesztők nyíltabban tárgyalták a szexuális témákat. A lap sikeresen folytatta a szupermodellek népszerűsítését. Nagy hírnévre tett szert Suzy Parker, Twiggy, Penelope Tree és még sok más modell.
1973-ban a Vogue havilap lett. Grace Mirabella főszerkesztő vezetése alatt a magazin alárendelte magát a célközönség életstílusbeli változásainak, melyek radikális szerkesztői és tartalombeli változásokat jelentettek.
Az amerikai Vogue jelenlegi főszerkesztője Anna Wintour, kinek a bubifrizurája és napszemüvege védjeggyé vált. Amikor 1988-ban átvette az irányítást, Wintour azért dolgozott, hogy megvédje a magazin magas státuszát és hírnevét a többi divatmagazin között. Ahhoz, hogy ezt sikeresen megtehesse, a magazint a divat újabb, könnyebben hozzáférhető és könnyebben értelmezhető megközelítésére késztette, az olvasótábor növelése érdekében. Ez lehetővé tette Wintour számára, hogy fenntartsa a magas példányszámot, ami mellett új trendeket fedezett fel, melyek sokkal tágabb körben váltak megfizethetővé.

## Főszerkesztői
- Anna Wintour az Amerikai Vogue főszerkesztőjeAnna Wintour (USA)

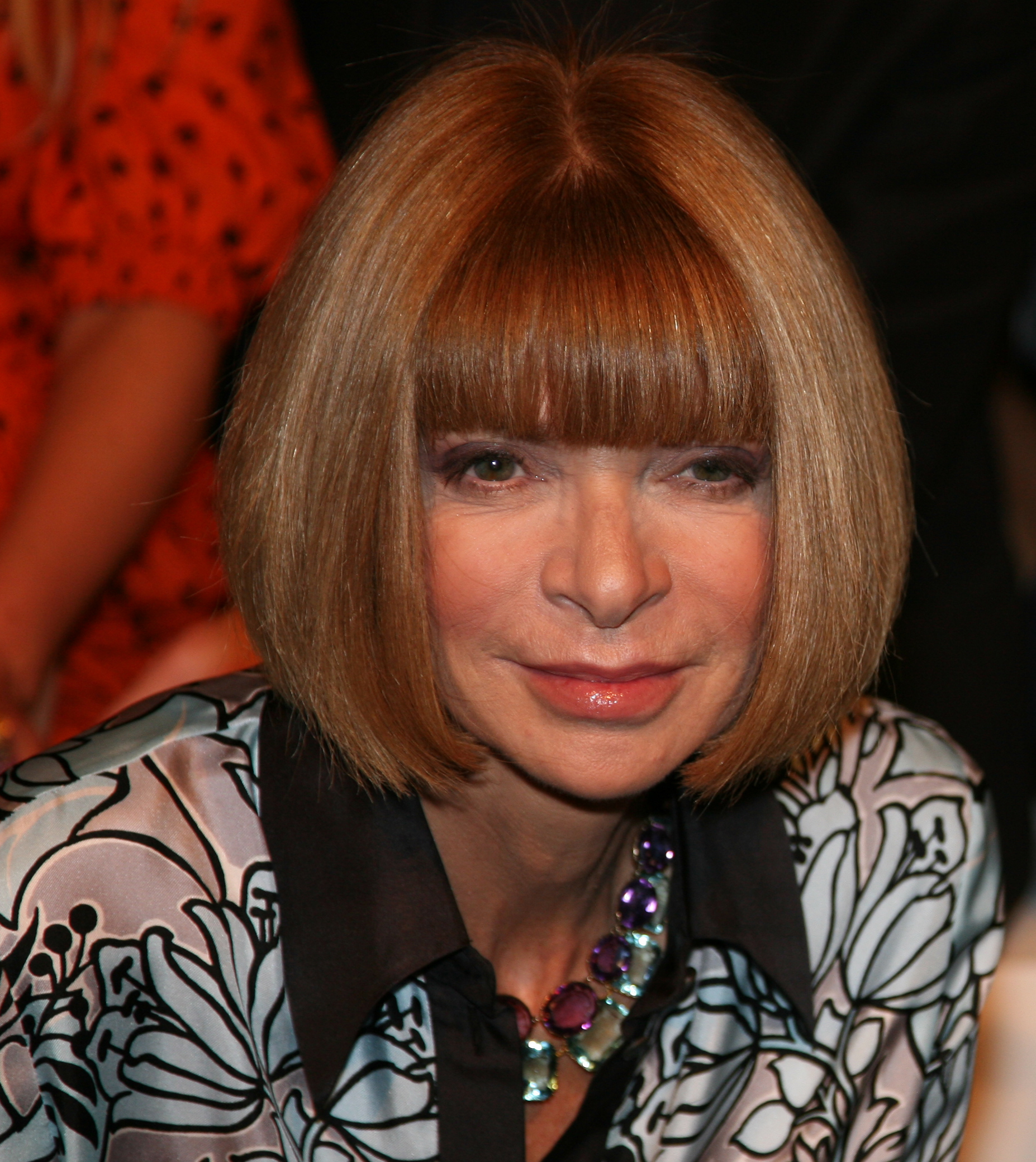
Anna Wintour az Amerikai Vogue főszerkesztője

- Alexandra Shulman (Nagy-Britannia)
- Emmanuelle Alt (Franciaország)
- Yolanda Sacristán (Spanyolország)
- Daniela Falcão (Brazília)
- Franca Sozzani (Olaszország)
- Angelica Cheung (Kína)
- Victoria Davydova (Oroszország)
- Edwina McCann (Ausztrália)
- Christiane Arp (Németország)
- Myung Hee Lee (Korea)
- Priya Tanna (India)
- Seda Domaniç (Törökország)
- Mitsuko Watanabe (Japán)
- Rosalie Huang (Tajvan)
- Kelly Talamas (Mexikó)
- Karin Swerink (Hollandia)
- Paula Mateus (Portugália)
- Masha Tsukanova (Ukrajna)
- Kullawit Laosuksri (Thaiföld)
- Filip Niedenthal (Lengyelország)

## Filmek
- The September Issue, dokumentumfilm (a 2007-ben kiadott szeptemberi szám készítéséről), 2009
- Madonna Vogue című dala és videóklip